# 朱萱
朱萱（1433年—？），字樹之，直隸蘇州府崑山縣人，明朝政治人物。進士出身。

## 生平
應天府鄉試第一百三十九名。天順八年（1464年）甲申科會試第一百名，殿試登進士第三甲第一百六十三名。

## 家族
曾祖父朱天祐。祖父朱顯。父亲朱珍。